# Thiệu Chính
Thiệu Chính là một xã thuộc huyện Thiệu Hóa, tỉnh Thanh Hóa, Việt Nam.

## Địa lý
Xã Thiệu Chính nằm ở phía tây của huyện Thiệu Hóa, có vị trí địa lý:
- Phía đông giáp thị trấn Hậu Hiền và xã Thiệu Hòa
- Phía tây giáp huyện Triệu Sơn và huyện Thọ Xuân
- Phía nam giáp xã Thiệu Hòa và huyện Triệu Sơn
- Phía bắc giáp thị trấn Hậu Hiền và xã Thiệu Toán.

Xã Thiệu Chính có diện tích 5,06 km², dân số năm 2022 là 5.444 người, mật độ dân số đạt 1.075 người/km².

## Lịch sử
Vùng đất thuộc xã Thiệu Chính ngày nay, vào đầu thế kỉ 19 là các thôn xã thuộc huyện Lôi Dương, phủ Thiệu Thiên: Dân Chính (là thôn lớn nhất về cả diện tích và dân số của xã Thiệu Chính. Trước đây làng có tên là trước là làng Gia Hội, tên nôm là làng Đu), Dân Tiến (đầu thế kỉ 19 là làng Cao Xá thuộc xã Lỗ Hiền, tổng Lôi Dương. Sau năm 1945 đổi thành Dân Tiến), Dân Quyền (đầu thế kỉ 19 là làng Thiều), Dân Tài (trước là làng Đông thuộc xã Cơ Điện), Dân Quý (trước là làng Trung thuộc xã An Khoái), Dân Vượng (trước là làng Cá Lược), Dân Sinh.
Năm 1826, huyện Lôi Dương thuộc về phủ Thọ Xuân.
Đến trước Cách mạng tháng Tám (1945), các thôn xã nói trên chuyển về thuộc huyện Thụy Nguyên, phủ Thiệu Hóa.
Cuối năm 1945, huyện Thụy Nguyên đổi thành huyện Thiệu Hóa.
Năm 1977, xã Thiệu Chính cùng với các xã phía nam sông Chu của huyện Thiệu Hóa sáp nhập với huyện Đông Sơn thành huyện Đông Thiệu.
Năm 1982, huyện Đông Thiệu đổi tên thành huyện Đông Sơn.
Năm 1996, xã Thiệu Chính thuộc huyện Thiệu Hóa mới tái lập.